# 624 Batalion Kozacki
624 Batalion Kozacki (niem. Kosaken-Bataillon 624, ros. 624-й казачий батальон) – oddział wojskowy Wehrmachtu złożony z Kozaków podczas II wojny światowej
Batalion został sformowany w listopadzie/grudniu 1942 r. z przekształcenia I batalionu 7 Mieszanego Pułku Kozackiego. Miał pięć kompanii. Na jego czele stanął kpt. Mikisch. Od maja 1943 r. batalion był podporządkowany 201 Dywizji Bezpieczeństwa gen. Alfreda Jacobi. W październiku tego roku przeniesiono go do okupowanej Francji, gdzie w rejonie Royan wszedł w skład 750 Kozackiego Pułku Specjalnego Przeznaczenia mjr. Ewerta von Rentelna. W styczniu 1944 r. został II batalionem 855 Fortecznego Pułku Piechoty niemieckiej 344 Dywizji Piechoty gen. Felixa Schwalbe. Pod koniec lipca tego roku prawie w całości zdezerterował w rejonie Falaise, poddając się wojskom alianckim.